# Rio Peropava
Rio Peropava är ett vattendrag i Brasilien.   Det ligger i delstaten São Paulo, i den södra delen av landet, 1 000 km söder om huvudstaden Brasília.
I omgivningarna runt Rio Peropava växer i huvudsak städsegrön lövskog. Runt Rio Peropava är det glesbefolkat, med 14 invånare per kvadratkilometer.